# Ainar
Ainar (en abjasio: Аинар) es un partido político en la parcialmente reconocida República de Abjasia, aunque de iure pertenece a la República Autónoma de Abjasia de Georgia.

## Historia
Ainar se fundó en 2010 como un think tank que se autodenomina "fondo de promoción de expertos". El 4 de septiembre de 2015, Ainar celebró un congreso, inaugurado por el diputado Almas Japua, en el que se transformó en partido político. El congreso eligió a Tengiz Jopua como su primer presidente y a Batal Katsia, Adgur Lagvilava, Dmitri Gabelia y Beslan Bartsyts como miembros restantes de su consejo político.
En 2018, Ainar fue uno de los partidos que se opuso al indulto a Giorgi Lukava, un soldado georgiano detenido en 2012 por crímenes cometidos en la guerra de Abjasia.Tras la transferencia de una dacha en Pitsunda a Rusia, Ainar formó parte de los partidos participantes en las protestas y en contra de la pérdida de soberanía.

## Ideología
Los objetivos de Ainar son, entre otros, el avance de la democracia directa y en el apsuara (sistema abjasio de valores espirituales y normas de comportamiento). Otros temas de interés son la política lingüística con el objetivo de preservar el idioma abjasio, la reforma educativa o la atención sanitaria.